# Coppa delle Nazioni U23 UCI
La Coppa delle Nazioni U23 UCI (fr. Coupe des Nations U23 UCI), è una competizione multiprova di ciclismo su strada aperta ai ciclisti della categoria Under-23.
Introdotta nel 2007, la competizione costituisce un passaggio obbligato per i ciclisti Under-23 che desiderano partecipare alle gare a loro riservate nei Campionati del mondo di ciclismo su strada. Comprende ogni anno da 6 a 10 gare ed è riservata alle squadre nazionali, permettendo loro di accumulare punti e determinare il numero di posti assegnati a ciascuna di esse al campionato del mondo.

## Storico delle corse
| Nome                                        | Paese       | Anni      |
| ------------------------------------------- | ----------- | --------- |
| Grand Prix du Portugal                      | Portogallo  | 2007-2010 |
| La Côte Picarde                             | Francia     | 2007-2015 |
| Liegi-Bastogne-Liegi Under-23               | Belgio      | 2007      |
| Giro delle Regioni                          | Italia      | 2007-2010 |
| Grand Prix Tell                             | Svizzera    | 2007-2009 |
| Tour de l'Avenir                            | Francia     | 2007-     |
| Giro delle Fiandre Under-23                 | Belgio      | 2008-     |
| ZLM Tour                                    | Paesi Bassi | 2008-2018 |
| Coupe des Nations Ville de Saguenay         | Canada      | 2008-2013 |
| Toscana-Terra di ciclismo                   | Italia      | 2011-2012 |
| Campionati africani - In linea Under-23     | variabile   | 2012      |
| Campionati asiatici - In linea Under-23     | variabile   | 2012-     |
| Campionati panamericani - In linea Under-23 | variabile   | 2012-     |
| Campionati europei - In linea Under-23      | variabile   | 2012-     |
| Grand Prix Priessnitz spa                   | Rep. Ceca   | 2015-     |
| Coppa dei Laghi - Trofeo Almar              | Italia      | 2015-2016 |
| Gand-Wevelgem/Kattekoers-Ieper              | Belgio      | 2016-     |
| Tour de l'Espoir                            | Camerun     | 2018-     |
| L'Etoile d'Or                               | Francia     | 2019-     |
| Orlen Nations Grand Prix                    | Polonia     | 2019-     |

- In giallo le corse non più inserite nel programma.

## Punteggi
| Posizione | Punti              | Punti         | Punti | Punti              | Punti            |
| Posizione | Corsa di un giorno | Corsa a tappe | Tappe | Campionati europei | Altri campionati |
| --------- | ------------------ | ------------- | ----- | ------------------ | ---------------- |
| 1         | 20                 | 30            | 6     | 10                 | 8                |
| 2         | 17                 | 25            | 5     | 8                  | 5                |
| 3         | 15                 | 20            | 4     | 6                  | 3                |
| 4         | 13                 | 17            | 3     | 5                  | 1                |
| 5         | 11                 | 16            | 2     | 4                  | –                |
| 6         | 10                 | 15            | 1     | 3                  | –                |
| 7         | 9                  | 14            | –     | 2                  | –                |
| 8         | 8                  | 13            | –     | 1                  | –                |
| 9         | 7                  | 12            | –     | –                  | –                |
| 10        | 6                  | 11            | –     | –                  | –                |
| 11        | 5                  | 10            | –     | –                  | –                |
| 12        | 4                  | 9             | –     | –                  | –                |
| 13        | 3                  | 8             | –     | –                  | –                |
| 14        | 2                  | 7             | –     | –                  | –                |
| 15        | 1                  | 6             | –     | –                  | –                |
| …         | –                  | …             | –     | –                  | –                |
| 20        | –                  | 1             | –     | –                  | –                |

## Palmarès
| Anno          | Vincitore  | Pti | Secondo     | Pti | Terzo       | Pti |
| ------------- | ---------- | --- | ----------- | --- | ----------- | --- |
| 2007 Dettagli | Slovenia   | 108 | Francia     | 106 | Danimarca   | 102 |
| 2008 Dettagli | Portogallo | 145 | Italia      | 107 | Francia     | 100 |
| 2009 Dettagli | Francia    | 108 | Germania    | 100 | Danimarca   | 79  |
| 2010 Dettagli | Slovenia   | 106 | Paesi Bassi | 103 | Francia     | 90  |
| 2011 Dettagli | Francia    | 121 | Italia      | 97  | Danimarca   | 83  |
| 2012 Dettagli | Francia    | 113 | Belgio      | 89  | Italia      | 80  |
| 2013 Dettagli | Francia    | 75  | Regno Unito | 64  | Paesi Bassi | 59  |
| 2014 Dettagli | Belgio     | 60  | Francia     | 58  | Russia      | 47  |
| 2015 Dettagli | Italia     | 103 | Norvegia    | 81  | Danimarca   | 79  |
| 2016 Dettagli | Francia    | 134 | Norvegia    | 85  | Italia      | 85  |
| 2017 Dettagli | Danimarca  | 104 | Belgio      | 96  | Francia     | 81  |
| 2018 Dettagli | Slovenia   | 105 | Francia     | 84  | Italia      | 76  |
| 2019 Dettagli |            |     |             |     |             |     |